# Чанпен Чжао
Чанпен Чжао (кит. спр. 赵长鹏, англ. Changpeng Zhao, нар. 1977, Цзянсу, КНР) — народжений у Китаї нині канадський бізнесмен, засновник, власник і колишній генеральний директор найбільшої у світі криптовалютної біржі Binance. Відомий у криптоспільноті як CZ. В інтерв'ю Bloomberg у квітні 2021 року Чанпен сказав, що «ймовірно, у Binance, найбільше біржових ліцензій у всьому світі».

## Біографія
Чанпен народився у китайському Цзянсу. В інтерв'ю Bloomberg він говорив, що його мама працювала вчителем початкової та середньої школи, а тато був свого роду учнем-учителем у магістратурі, ставши зрештою професором із докторським ступенем. В інтерв'ю Forbes у 2018 році він розповідав, що батька звинувачували у «пробуржуазному інтелекті». Після Культурної революції в Китаї батько Чанпена в 1984 вступив до Університету Британської Колумбії. Чанпен, його мама та старша сестра змогли отримати візу лише у 1989 році, поїхали до Ванкувера і залишилися там. Чанпен продавав гамбургери в McDonald's і працював нічними змінами на станції заправки, щоб покрити домашні витрати.
Коли Чанпену було 12 років, батько купив комп'ютер IBM PC XT 286 за 7 000 канадських доларів. У 16-17 років Чанпен пройшов кілька курсів програмування в середній школі, а в університеті Макгілла подав заявку на стажування в компанію в Монреалі, яка займалася розробкою HTML. На третьому курсі він вирушив на стажування до японської компанії, пов'язаної з трейдингом. «Мене приваблювало те, що робота була в Токіо, але потім я усвідомив, що, чорт забирай, через ці системи тече багато грошей, просто величезна кількість. І я залишився у цій індустрії назавжди», зізнався Чанпен в інтерв'ю Bloomberg.
У 2013 році CEO BTC China Боббі Лі та його інвестор на дружній грі в покер сказали Чанпену, щоб він конвертував 10 % свого капіталу в біткойн. За словами Чанпена, він вивчив питання і купив трохи біткойнів, щоб пограти. У 2014 році він уже продав свій будинок у Шанхаї, який купив у 2006 році, щоб докупити біткойн. У тому ж році Чанпен звільнився з роботи, щоб приєднатися до сайту Blockchain.info, засновника Бена Рівза та генерального директора Ніка Кері. Приблизно через рік Чанпен вирішив, що його сила у біржовому бізнесі

## Капітал
За словами Чанпена, у нього немає машини та дому. Він вважає, що проблема з машинами та будинками в тому, що вони не ліквідні, і їх складно продати одразу після покупки. «Я один із тих хлопців, які цінують ліквідність набагато більше, ніж володіння чимось. Взагалі я волію нічим не володіти, а фізичні речі, якими я володію, ймовірно, нікчемні з погляду мого капіталу», сказав Чанпен в інтерв'ю Bloomberg. За його словами, майже 100 % його капіталу зосереджено у криптовалюті. «Я не використовую крипту для покупки фіату і не використовую крипту для покупки будинків, я просто хочу тримати криптовалюти. І я не планую конвертувати свої криптовалюти у готівку в майбутньому». В інтерв'ю для РІА Новини Чанпен сказав, що для нього фіат більше не є актуальним, і він вірить у криптовалюту. «Я оплачую їжу, таксі, та й взагалі плачу за все виключно криптовалютою», — зізнався підприємець.
Єдине татуювання на тілі Чанпена — це логотип Binance.

## Історія створення Binance
За словами Чанпена, у 2017 році, коли ціна біткойну зростала, всі сайти ламалися хакерами і ні в кого з них не було служби підтримки клієнтів. Він подумав, що може поліпшити швидкість обміну, інтерфейс користувача і обслуговування клієнтів, скоротити комісії і зробити їх набагато нижче. Також Чанпен хотів запропонувати чистий обмін криптовалюти на криптовалюту, а потім обслуговувати глобальну аудиторію, запропонувавши мобільну підтримку.
Чанпен запустив Binance влітку 2017 року, коли йому було 40 років. Журнал Forbes назвав його ветераном криптовалюти з досвідом роботи в компанії Blockchain LLC та провайдері біткойн-гаманців та обміннику криптовалют OKCoin. Після створення системи зіставлення замовлень для високошвидкісних трейдерів на Токійській фондовій біржі та Bloomberg's Tradebook він заснував Binance, використовуючи аналогічний інтерфейс. Як і інші криптобіржі, компанія заробляє гроші, стягуючи комісію за торгівлю, маржинальні відсотки, ф'ючерсні комісії та комісії за введення та виведення коштів. Однак, на відміну від інших бірж, криптовалют, Binance робить свою власну цифрову валюту — монету BNB.
За кілька днів до офіційного запуску Binance у липні 2017 року біржа зібрала близько $15 млн, продавши в рамках ICO BNB, які, у свою чергу, можна було використати для сплати комісій. Інвесторами переважно стали представники Китаю та інших частин Азії. Криптовалютна біржа Binance стала найбільшою за 180 днів. Всього через рік після запуску Чанпен був включений до списку Forbes найбагатших людей із криптовалютою зі статками від $1,1 до $2 млрд.
З того часу він запустив бізнес-напрями, починаючи від фонду венчурного капіталу та операцій з видобутку біткойнів до дебетової карти, яка дозволяє витрачати свою криптовалюту в Європі. «Ми розробляємо та просуваємо Binance Pay, завдяки якому продавці можуть безпосередньо приймати криптовалюти або стабільні монети».
У 2019 році біржа придбала щонайменше дев'ять фірм. До них відносяться провайдер гаманця Trust Wallet, запуск даних блокчейна DappReview, індійська криптовалютна біржа WazirX і платформа похідних фінансових інструментів на Сейшельських островах JEX. Також у 2019 році відкрилася Binance US, розрахована лише на американських клієнтів. На момент інтерв'ю Чанпена для Blomberg у квітні 2021 року компанія отримала ліцензію тільки в 42 штатах і продовжує цю процедуру в інших. «Наш план — це десь від 20 до 30 придбань на рік. Більшість із них — невеликі придбання, про які ми не оголошуємо».
31 березня 2020 видання The Block написало, що Binance знаходиться в завершальній стадії покупки агрегатора криптовалютних даних CoinMarketCap і, за даними джерел The Block, збирається заплатити за операцію $400 млн.
У вересні 2020 року було запущено блокчейн-платформу Binance Smart Chain, що, як зазначило британське видання The Independent, внесло істотний внесок у розвиток сектора децентралізованих фінансів (DeFi).
Наприкінці 2020 року Forbes писав про те, що біржа здійснює угод на $10 млрд на день. За даними SimilarWeb, на березень 2020 року Binance займає 21,3 % трафіку криптовалюти, за ним йде Coinbase з 21 % і замикає трійку BitMEX з 12 %. У квітні Чанпен говорив, що у компанії працює близько 1600—1700 осіб.
У квітні 2021 року в інтерв'ю Bloomberg Чанпен сказав, що компанія не збирається на IPO, тому що їй достатньо коштів для зростання. Також він заявив, що Binance зрештою стане децентралізованою автономною організацією.

## Скандали
У липні 2021 року влада одразу трьох країн — Кайманових островів, Таїланду та Сінгапуру — оголосила перевірку Binance. Управління грошового обігу Кайманових островів (CIMA) заявило, що криптовалютна біржа Binance та пов'язані з нею компанії Binance Group та Binance Holdings Limited не зареєстровані в юрисдикції. Представники CIMA нагадали, що для здійснення криптовалютної діяльності компанії мають відповідати Закону про віртуальні активи. Також Грошово-кредитне управління Сінгапуру (MAS) заявило, що зверне увагу на роботу місцевої дочірньої компанії біржі Binance Asia Services Pte. Крім того, Комісія з цінних паперів та бірж Таїланду (SEC) заявила, що Binance працює в країні без ліцензії. Регулятор подав заяву про порушення у відділ боротьби з економічними злочинами національної поліції.
У 2021 році Binance відключила можливість поповнення рахунків через британську систему Faster Payments, а банк Barclays заборонив своїм британським клієнтам переводити платежі на адресу біржі з дебетових і кредитних карток, які він обслуговує.
26 червня 2021 року Управління фінансового регулювання та нагляду Великобританії (FCA) заборонило місцевому підрозділу біржі Binance Markets Limited здійснювати діяльність у країні. У пояснювальній записці регулятор наказав остерігатися реклами, що обіцяє високу віддачу від інвестицій у криптоактиви, а також нагадав, що інвестиції у фірми, які не авторизовані FCA, не захищені фінансовим омбудсменом. Financal Times також процитували відповідь Binance, в якій було сказано, що FCA «не має прямого впливу на послуги, що надаються на Binance.com», оскільки Binance Markets Limited є окремою організацією. Binance заявила, що повідомлення FCA не вплине на послуги, тому що біржа не перебуває у Великій Британії. Також BBC згадали про те, що дії FCA відбуваються на тлі опору з боку регулюючих органів усього світу криптовалютним платформам. Financіal Times зазначили, що регулюючі органи вживають жорстких заходів щодо криптовалютної індустрії через побоювання, пов'язані з її потенційною роллю в незаконній діяльності, такою як відмивання грошей і шахрайство, а також через слабкий захист споживачів. У газеті назвали втручання британського регулятора «одним із найзначніших кроків, який зробив будь-який інший регулятор у світі проти Binance».
25 червня 2021 року Агентство фінансових послуг Японії (FSA) попередило, що Binance працює в країні без дозволу. Це повідомлення стало другим після попередження у березні 2018 року, коли регулятор нагадав без кримінальних звинувачень про відсутність у біржі реєстрації. Якщо тоді Чанпен заявив Bloomberg, що команда юристів фірми веде діалог з агентством, то цього разу представники біржі сказали CoinDesk, що «нині Binance не проводить обмінні операції в Японії і не залучає японських користувачів».
У травні 2021 року Blomberg повідомив, що Міністерство юстиції та Податкова служба США досліджують роботу Binance Holdings Ltd щодо участі в незаконній діяльності, у тому числі відмиванні грошей та злочинах у сфері оподаткування.
У квітні 2021 року Федеральне агентство з фінансового нагляду Німеччини (BaFin) розглянуло продаж токенізованих акцій компанії Tesla та Coinbase на криптовалютній біржі Binance як можливе порушення законів про цінні папери. у європейських регуляторів виникли сумніви щодо того, чим є токени-акції, розміщені на Binance: цінними паперами чи похідними фінансовими інструментами. BaFin заявило, що якщо токени-акції можна передавати і продавати на криптовалютній біржі, і якщо такі токени-акції наділяють користувачів будь-якими економічними правами, чи то дивіденди чи грошові розрахунки, такі активи вважаються цінними паперами, тому їх емітенти зобов'язані скласти проспект емісії токенізованих акцій та подати його до регулюючих органів. Binance відповіла, що проспект емісії токенів-акцій не потрібний, оскільки користувачі не можуть передавати їх один одному, розрахунки здійснюються з використанням стейблкоїну BUSD, і токенізовані акції не передбачають право голосу для своїх власників.
На початку 2021 року Чанпен сказав, що компанія щотижня видаляє понад 100 фейкових сайтів, додатків та облікових записів у соціальних мережах, де використовується бренд Binance.
У серпні 2020 року анонімні дослідники повідомили репортеру Forbes, що біткойни на суму понад $1 млн, які належали хакерам-здирникам Ryuk, протягом трьох років потрапляли в активний гаманець на біржі Binance. Ще кілька біткойнів на суму $4,7 млн були розміщені на позабіржових рахунках, що дало дослідникам право припускати, що хакери використовують Binance як пріоритетний майданчик для переведення в готівку криптовалюти. Команда безпеки Binance відповіла, що «боротьба з відмиванням грошей, програмами-вимагачами та іншими шкідливими діями — це нескінченне завдання Binance»
У серпні 2020 року Департамент кіберполіції Національної поліції України спільно з Binance викрили злочинне угруповання, яке надавали послуги з легалізації та переведення в готівку грошей, отриманих злочинним шляхом. Протягом двох років зловмисники здійснили фінансові операції на $42 млн.
14 липня 2023 року, згідно повідомлення у Wall Street Journal, криптобіржа Binance звільнила понад 1000 людей протягом останніх тижнів у рамках триваючих заходів, які можуть призвести до втрати понад третини персоналу. Компанію залишили декілька керівників, серед яких і головний директор зі стратегії Патрік Гіллманн. У червні 2023 року, Комісія з цінних паперів і бірж США (SEC) подала до суду на криптобіржу та її генерального директора Чанпена Чжао за нібито використання «мережі обману». Binance заявила, що буде «рішуче захищатися». Масові звільнення в Binance, за словами колишніх співробітників, сильно вплинули на працівників служби підтримки клієнтів. Скорочення є настільки глобальними, що включали навіть близько 30 співробітників служби підтримки клієнтів в Індії. Згідно повідомлення агентства Reuters, Binance скоротила кількість робочих місць лише через кілька днів після хвилі звільнень керівників. Зазначається, що звільнення відбуваються в той час, коли майбутнє галузі на ринку США невизначене, а регулятори агресивно припиняють те, що вони вважають незаконною діяльністю.

## Скандал з презентацією
У жовтні 2020 року до редакції американського Forbes потрапила презентація 2018 року, з якої випливало, що біржа була задумана як складна корпоративна структура, призначена для навмисного обману регуляторів та таємного отримання прибутку від криптоінвесторів у США. Джерело, яке передало презентацію, повідомило виданню, що документ був створений колишнім співробітником Binance Гаррі Чжоу, серійним підприємцем, який є співзасновником Koi Trading, криптовалютної біржі в Сан-Франциско, яка частково належить Binance. Представники Binance та Гаррі Чжоу не відповіли на запит Forbes, але після публікації матеріалу Чанпен зробив кілька твітів, пояснивши, що ні колишні, ні нинішні співробітники не причетні до цього документу.
Презентація складалася з чотирьох основних компонентів: цілей, запропонованої корпоративної структури, планів взаємодії з регулюючим органом та довгострокових ліцензійних планів . Документ закликав мінімізувати вплив законодавства США, зокрема, у ньому описувалася докладна стратегія відволікання уваги регуляторів, серед яких Комісія з цінних паперів та бірж та Агентство по боротьбі з фінансовими злочинами. Автор презентації описував плани щодо приєднання до різних саморегулівних криптовалютних груп, щоб «продемонструвати готовність до дотримання законів». У документі прямо містився заклик до «стратегічного» використання віртуальних приватних мереж (VPN), які приховують місцезнаходження трейдерів як спосіб уникнути контролю з боку регуляторів. Також у документі був пункт, що ключовий персонал Binance продовжує працювати за межами США, щоб уникнути ризиків правозастосування.
Материнська компанія Binance в даний час відома як базована на Кайманових островах, але біржа спочатку була запущена в Шанхаї. Пізніше, коли китайський уряд вжив жорстких заходів проти торгівлі криптовалютою, компанія перенесла штаб-квартиру в Японію, а потім на Мальту. У травні 2020 року Чанпен сказав колишньому співробітнику Forbes Лорі Шин, що штаб-квартира Binance знаходиться там, де він. Його відповідь була представлена як заклик до згуртування ідеалів децентралізованої влади блокчейну. У вересні 2020 року японська біржа Fisco подала позов у Північному окрузі Каліфорнії, стверджуючи, що Binance був місцем, де «відмивали вкрадену криптовалюту». Щоб встановити юрисдикцію в регіоні, у позові стверджується, що автономні комп'ютери, які Binance використовує для зберігання більшої частини своєї криптовалюти, знаходяться в Каліфорнії, і що сервери Amazon, які біржа використовує для свого сховища, також знаходяться в штаті. У той же день, коли було порушено справу, Саморегульована група розробки фінансових заходів боротьби з відмиванням грошей (FATF) опублікувала звіт, в якому наголошується на тому, що практика частої зміни штаб-квартири є ключовим «червоним прапорцем» для відмивання грошей.